# Rue Saint-Denis (Colombes)
Pour les articles homonymes, voir Rue Saint-Denis.
La rue Saint-Denis est une voie de communication située dans le centre historique de Colombes, dans le département des Hauts-de-Seine.

## Situation et accès
Commençant à l'ouest, à la rue de l'Égalité, cette rue rencontre la rue Ambroise-Paré, puis le carrefour du boulevard Edgar-Quinet et de la rue Gay-Lussac, croise la rue de la Reine-Henriette, et ensuite passe le croisement du boulevard de Valmy et de la rue de Verdun.
Au-delà, elle traverse ce qui était autrefois le domaine du marquis Courtanvaux, et marque notamment le début des rue Labouret et rue Saint-Hilaire.
Elle se termine devant la gare de Colombes, où se rejoignent la rue du Bournard, l'avenue Ménelotte, la rue Victor-Hugo et l'avenue de l'Agent-Sarre.

## Origine du nom

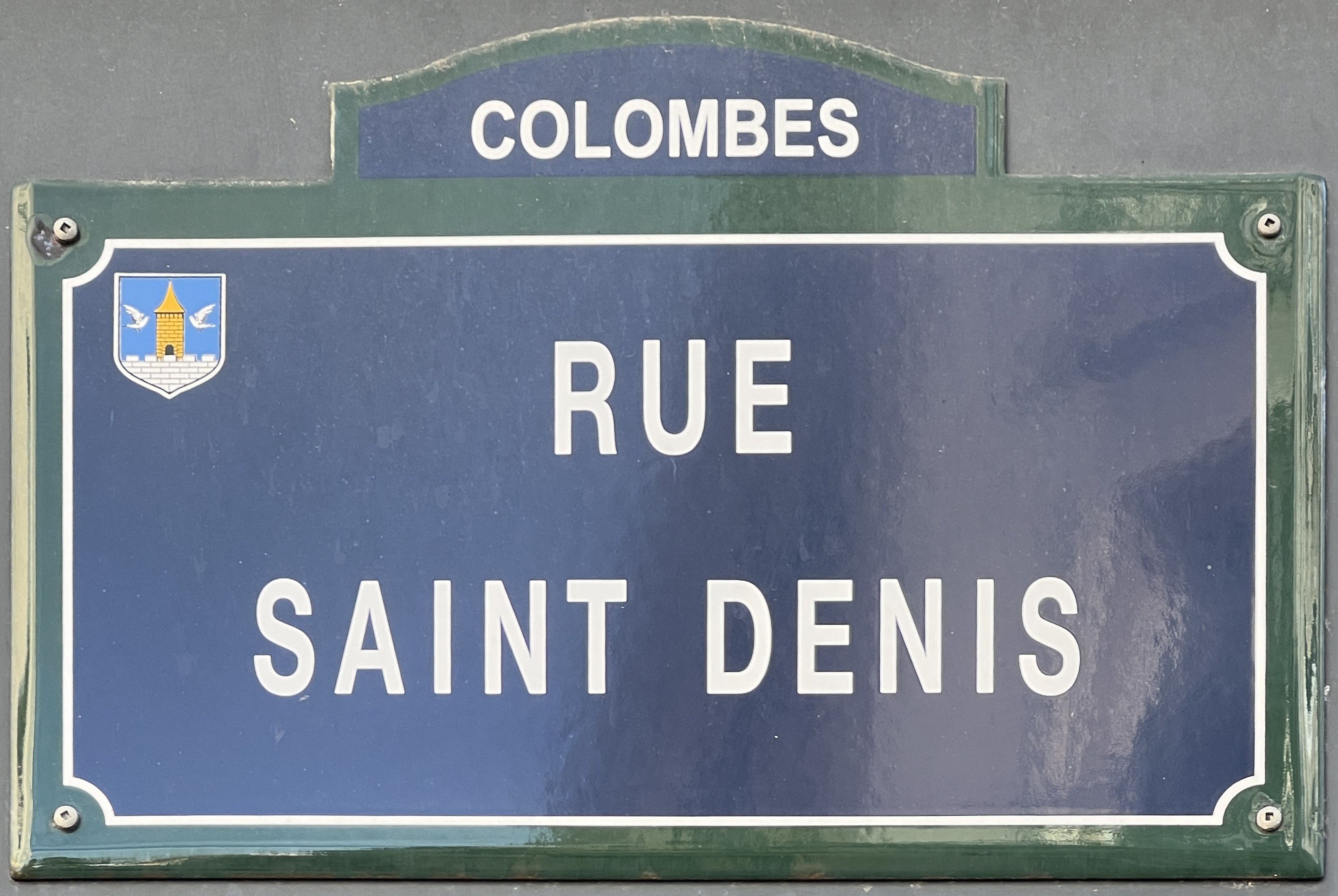
Plaque de la rue Saint-Denis, 2022.

Le nom de cette rue se réfère à l'abbaye de Saint-Denis vers laquelle elle mène, comme de nombreuses voies homonymes d'Île-de-France. En effet, cette abbaye était un important centre religieux, politique et économique en Ile-de-France, jusqu'à la centralisation du royaume au XVIIIe siècle et la naissance de l'Absolutisme qui virent s'élever la puissance de la monarchie au détriment de celle de l'Église.

## Historique
Des bâtiments de ferme et maisons de bourg datant de l’Ancien Régime ou du début du XIXe siècle sont toujours visibles dans cette rue, comme en témoignent des détails architecturaux comme des portes cochères destinées aux charrettes ramenant les récoltes.

## Bâtiments remarquables et lieux de mémoire
- Gare de Colombes, inaugurée en 1851.
- Square Edgar-Quinet, créé en 1914 dans le parc de l'ancien château de Colombes.
- No 4 : immeuble construit en 1893, comme indiqué en façade.
- No 88 : l'Avant Seine / Théâtre de Colombes.

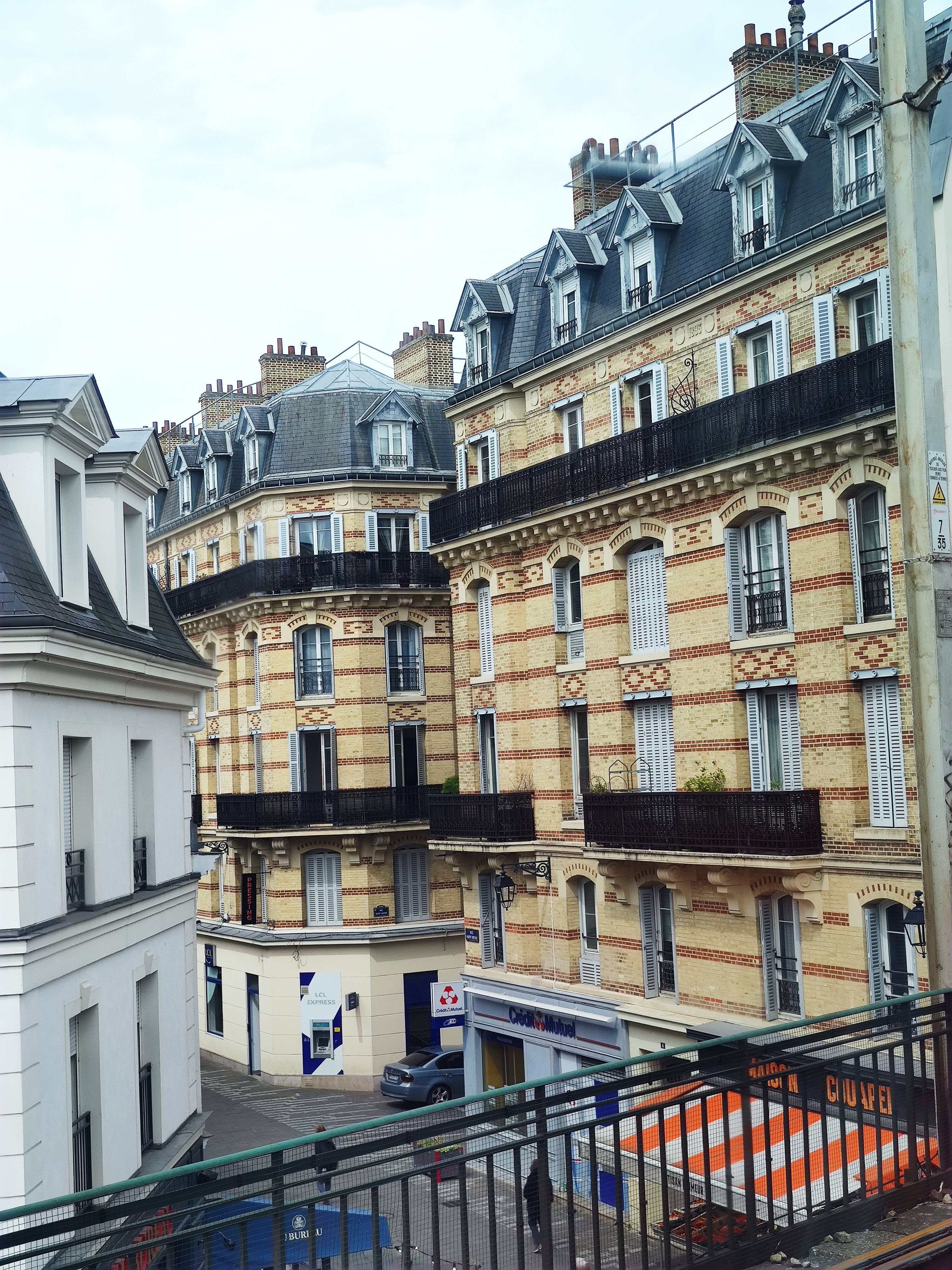
No 4.
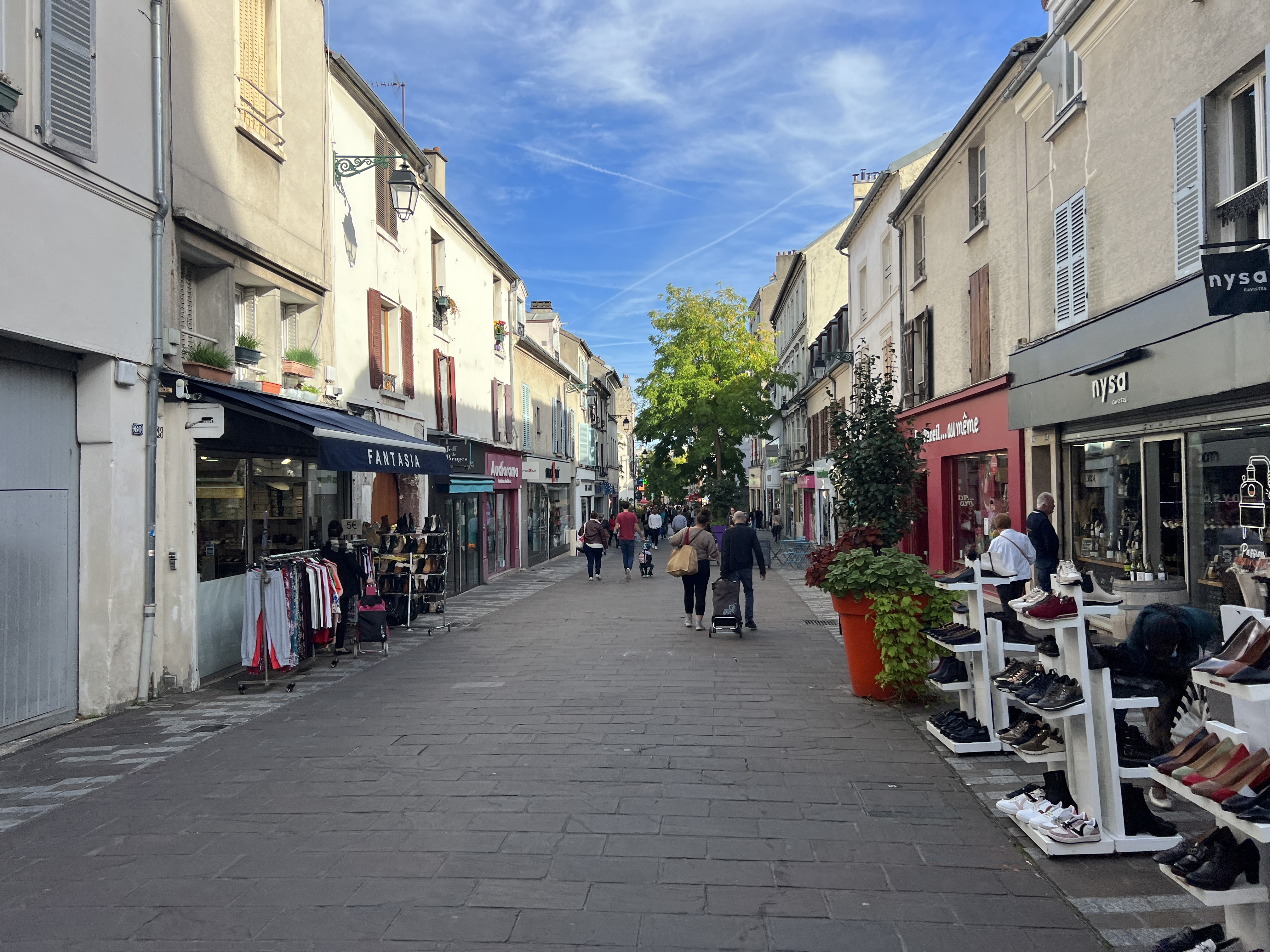
La rue en octobre 2022.
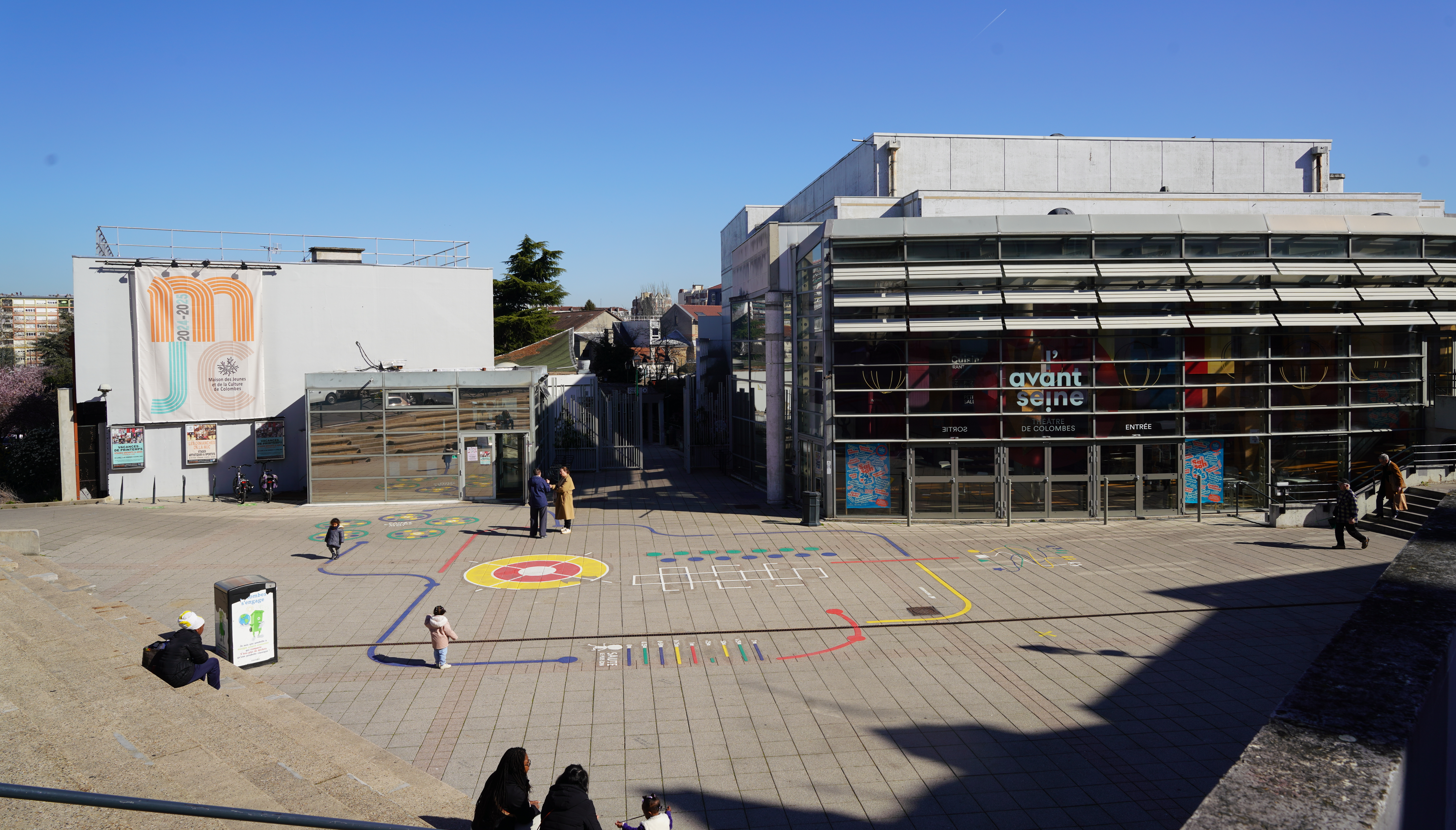
Le parvis des Droits de l’Homme.

### Bâtiments démolis
- No 26 : hôtel du marquis de Courtanvaux[3].
- Ancienne brasserie du Cadran, détruite en 2018[4]. Cette salle de concert ; autrefois appelée Cadran Omnibus, a accueilli notamment  Jimi Hendrix, The Who, Michel Polnareff et Jacques Dutronc.

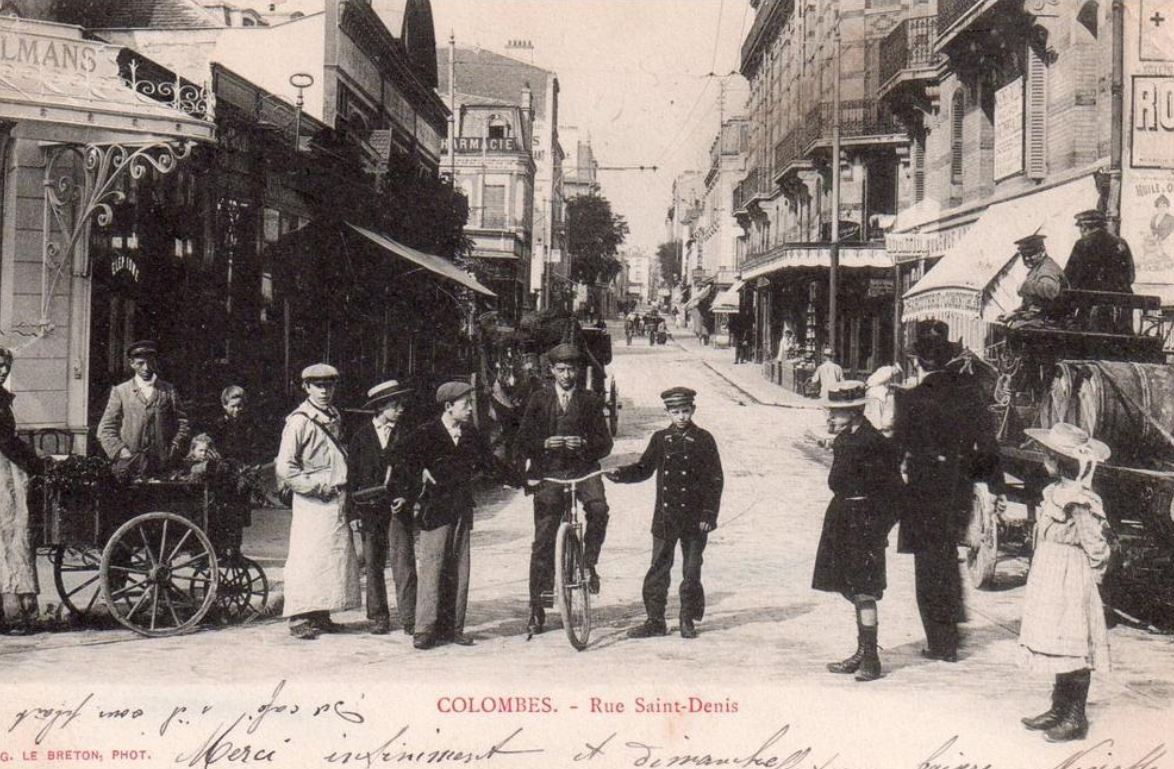
La rue Saint-Denis.
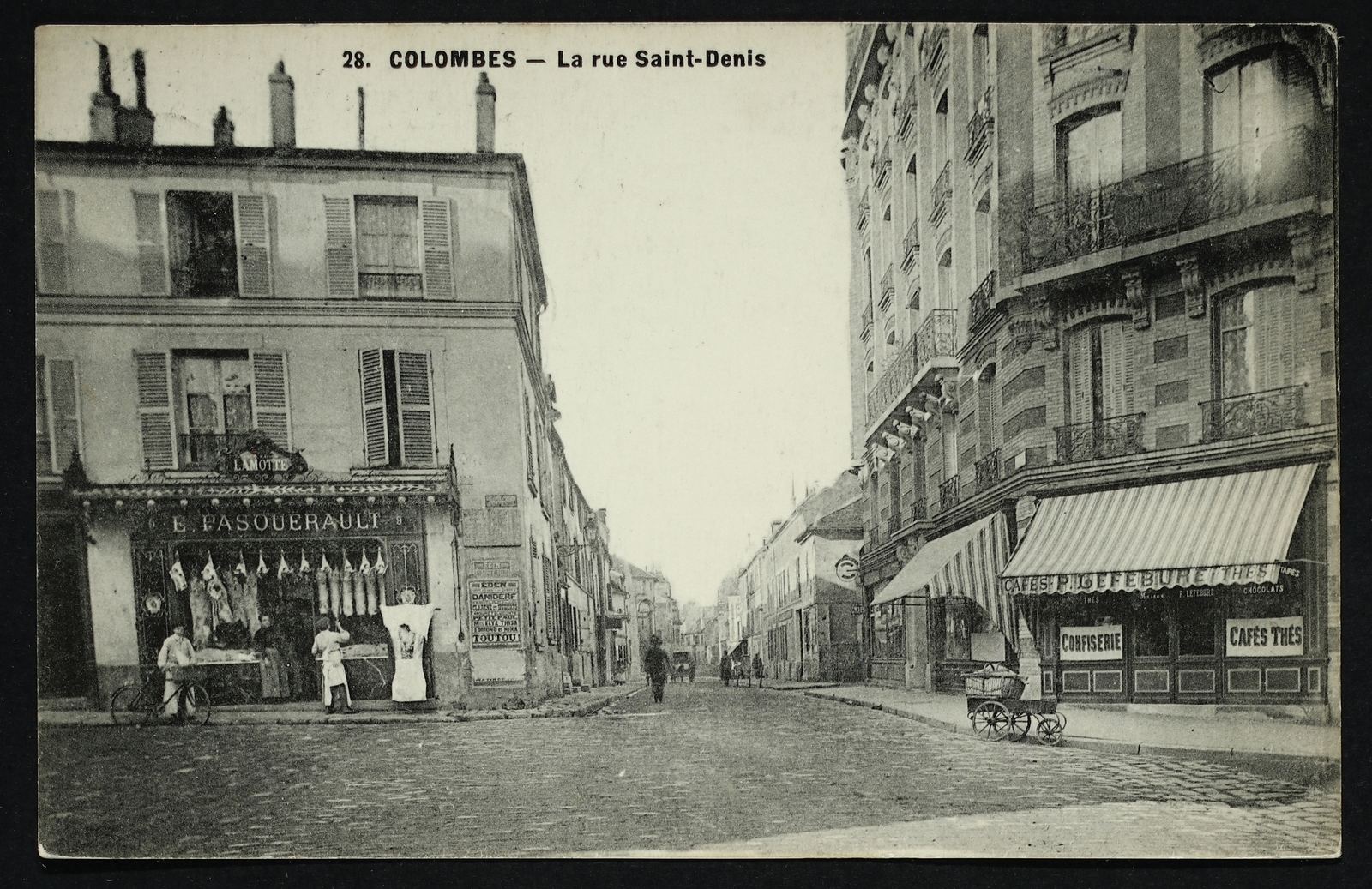
Rue Saint-Denis, rond-point.
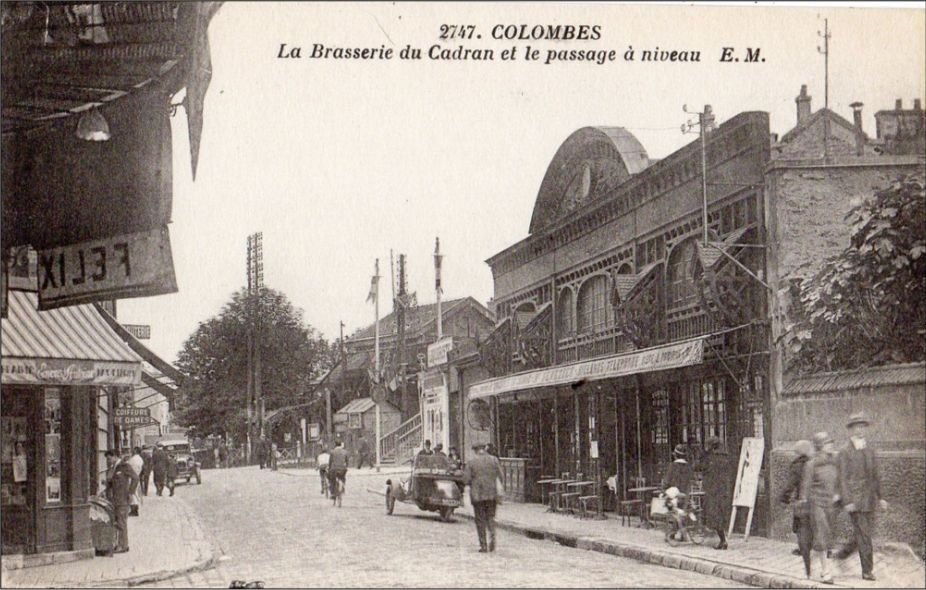
La brasserie du Cadran en 1920.